# Hookeriopsis venezuelensis
Hookeriopsis venezuelensis är en bladmossart som beskrevs av Edwin Bunting Bartram 1963. Hookeriopsis venezuelensis ingår i släktet Hookeriopsis och familjen Hookeriaceae. Inga underarter finns listade i Catalogue of Life.